# NGC 7775
NGC 7775 is een balkspiraalstelsel in het sterrenbeeld Pegasus. Het hemelobject werd op 6 oktober 1883 ontdekt door de Franse astronoom Édouard Jean-Marie Stephan.

## Synoniemen
- UGC 12821
- MCG 5-56-16
- ZWG 498.24
- IRAS 23498+2829
- PGC 72696